# Aixurubal·lit II
Aixurubal·lit II (Aššur-uballiṭ II) va ser el darrer rei d'Assíria de l'any 612 aC al 609 aC. Tenia la capital a Haran. Era probablement fill d'Assurbanipal i hauria fugit de Nínive durant el setge dels medes el 612 aC. A més de príncep reial (condició de la qual no hi ha dubte encara que no se sàpiga del cert la seva relació familiar amb altres sobirans) era tartan (comandant en cap de l'exèrcit).
Aixurubal·lit II va agafar el títol reial a la mort de Sinsharishkun, probablement el seu germà, i va reunir les restes de l'exèrcit assiri agafant com a centre Haran. Va fer aliança amb les forces egípcies enviades pel faraó per participar en el repartiment de les despulles de l'imperi. Amb aquest ajut va poder aguantar dos anys però quan els egipcis van retornar al seu país (610 aC), les forces combinades dels caldeus de Babilònia i els medes, van ocupar Haran (609 aC) que va ser saquejada. Haran va quedar en poder de Mèdia sota el rei Ciaxares.
Aixurubal·lit va poder fugir de la ciutat i va fer una crida a Egipte, on el faraó Necó II va respondre enviant un nou contingent. El rei Josies de Judà havia concertat aliança amb Babilònia i va reunir les seves forces per impedir el pas dels egipcis, però el van derrotar a Megiddo, morint Josies a la batalla. Les forces egípcies manades per Necó II i les assíries comandades per Aixurubal·lit es van reunir i van assetjar Haran però van ser derrotades i Necó es va retirar. Les forces combinades de l'exèrcit babiloni i del mede van conquerir Haran i van destruir completament la ciutat i el seu temple. D'Aixurubal·lit no se'n torna a parlar. Es creu que probablement va morir en aquest segon setge d'Haran.